# Mesochorus fuscus
Mesochorus fuscus là một loài tò vò trong họ Ichneumonidae.